# Maria Victoria Henao
Maria Victoria Henao (sinh năm 1961) là một người Colombia. Bà là góa phụ, vợ của trùm ma túy khét tiếng Pablo Escobar. Bà kết hôn với Escobar cho đến khi hắn bị bắn chết vào năm 1993. Bà tiếp tục cuộc sống sau đó giống như người tị nạn cùng với những đứa con của mình. Cảnh sát cáo buộc bà về việc tham gia buôn bán ma túy, điều mà sau đó bị chứng minh là sai. Dù có một cuộc sống nhiều vấn đề bởi vì tai tiếng của chồng mình, bà không bao giờ làm điều gì đó chống lại ông, thể hiện đầy đủ hình ảnh của người vợ đúng nghĩa cho đến khi ông Escobar bị bắn chết. Sau khi phải chống lại tất cả những trở ngại của xã hội, bây giờ Maria đã được sống tại một căn nhà ở Buenos Aires, Argentina.

## Cuộc đời[1]
Maria Voctoria Henao sinh vào năm 1961 tại Colombia. Người anh trai của bà làm việc với Pablo khi Pablo vẫn còn trong những ngày đầu tiên của một tội phạm ma túy. Có người cho rằng mẹ của bà đã giới thiệu bà cho Pablo. Vì anh của bà trở thành một thành viên quan trọng của xí nghiệp bất hợp pháp cỡ nhỏ của Pablo nên Maria có cơ hội để gặp Pablo trong một số dịp. Họ trúng phải tình cảm của nhau sớm và tiếp theo đó là quyết định đi đến kết hôn.

### Cuộc sống với Pablo Escobar
Gia đinh của Maria đã phản đối mối quan hệ này, vì vị trí thấp trong xã hội thấp của Pablo. Sự phản đối đã ép họ phải trốn vào năm 1976. Khi Pablo đã được 27 tuổi vào thời điểm hai người cưới nhau, Maria mới được 15 tuổi. Họ đã có đứa con đầu tiên là Juan Pablo Escobar vào ngày 24 tháng 2 năm 1977. Đứa con gái của họ, Manuela Escobar được sinh ra vào năm 1984.
Mặc dù Maria và Pablo hạnh phúc trong hôn nhân, kẻ tội phạm đang nổi đã tham gia vào nhiều phi vụ và có nhiều tình nhân. Cuộc tình ái của ông với một nhà báo tên Virginia Vallejo được biết đến và đã được ghi chép lại. Maria biết đến tất cả những điều đó và biết cả những tình nhân khác của Pablo, nhưng bà không từ bỏ ông.
Khi có nhiều người cho rằng tình yêu của Maria dành cho Pablo là tình yêu vô điều kiện làm cho bà phải chịu đựng tất cả sự truy lạc của chồng bà, trong cuốn sách Yêu Pablo, ghét Escobar, Virginia đã cho rằng Maria đã quá phụ thuộc vào lối sống lãng phí bà có khi sống với Pablo. Có lẽ, Maria biết rằng gần như không tưởng đối với bà để có thể tự chăm sóc cho mình và những đứa con mà không có sự hỗ trợ của người chồng. Tương tự, vì bà đã cắt đứt mọi mối quan hệ với gia đình mình để có thể cưới Pablo, bà không thể tìm kiếm được sự giúp đỡ của gia đình mình.

### Sau khi Pablo qua đời
Maria có cuộc hôn nhân với Pablo kéo dài 17 năm cho đến khi Pablo bị bắn bởi cảnh sát vào năm 1993. Hậu quả, một nhóm cảnh sát đã bao vây ngôi nhà của Pablo và tịch thu hết tài sản của ông khiến cho gia đình ông trở nên khánh kiệt. Maria buộc phải chạy từ Colombia vì sợ những cuộc trả thù của những đối thủ của chồng. Bà bắt đầu cuộc sống của một người tị nạn ở Colombia và nhiều quốc gia khác trước khi chạy đến Argentina.
Mặc dù bà muốn cư ngụ lâu dài tại một nơi an toàn hơn, nhưng tai tiếng của Pablo đã buộc bà phải sống một cuộc đời trốn tránh như việc bà phải đổi tên cũng như phải đổi sự nhận diện thường xuyên. Bà đã đổi tên thành Maria Isabel Santos Caballero để có thể tìm đến một nơi trú ẩn tại Argentina. Các con của bà cũng phải đổi tên. Trong khi Juan trở thành Sebastian Marroquin, Manuela lại đổi thành Juana Manuela Marroquin Santos.
Vào năm 2000, bà bị điều tra sau khi chỗ ở của bà đã bị vạch trần bởi một chương trình truyền hình. Bà bị điều tra cùng với con trai của mình với nhiều tội khác nhau, trong đó có tội rửa tiền. Cuộc điều tra đã cho biết Maria đã tham gia vào việc buôn bán ma túy và bà có những chi tiết của công việc của Pablo. Maria đã phủ nhận tất cả những lý lẽ và cho biết bà chỉ là vợ của Pablo và bà không có làm gì trong công việc của Pablo. Sau đó bà được thả sau không có tội nào cáo buộc liên quan đến bà.
Vào năm 2015, Netflix đã đưa ra một series, dựa trên cuộc đời của trùm ma túy Pablo Escobar. Series này được đặt tên là Narcos, nhân vật Maria được một diễn viên người Mexico Paulina Gaitan thủ vai. Trong phim này, nhân vật Maria đã được thể hiện như là một người phụ nữ mạnh mẽ. Trong một vài tập của series này, bà được thể hiện là có đưa ra lời khuyên cho Pablo trong các phi vụ làm ăn của ông.

### Hiện tại
Bà đang sống tại một ngôi nhà tại Buenos Aires, cùng với con trai và mẹ của Pablo. Duy trì một cuộc sống thấp là một trong những ưu tiên trước tiên hiện nay bởi vì bà không muốn thu hút sự chú ý không cần thiết. Con bà đã tạo ra cái tên cho chính mình. Con gái bà là Manuela đảm bảo gia đình của cô tránh xa những tờ báo lá cải. Cô chưa bao giờ nói gì về cha mình và cắt đứt tất cả các liên hệ với gia đình của mình. Sebastian lại viết một cuốn sách tên Pablo Escobar: Cha tôi. Anh đang làm việc như một nhà điêu khắc và một người diễn thuyết.